# Atalanta (kommun i Brasilien)
Atalanta är en kommun i Brasilien.   Den ligger i delstaten Santa Catarina, i den södra delen av landet, 1 300 km söder om huvudstaden Brasília. Antalet invånare är 3 300. Arean är 95 kvadratkilometer.
Terrängen i Atalanta är kuperad åt sydväst, men åt nordost är den platt.
Omgivningarna runt Atalanta är en mosaik av jordbruksmark och naturlig växtlighet. Runt Atalanta är det ganska glesbefolkat, med 34 invånare per kvadratkilometer.